# Rhampholeon sabini
Rhampholeon sabini — вид ігуаноподібних ящірок родини хамелеонових (Chamaeleonidae). Ендемік Танзанії. Описаний у 2022 році.

## Поширення і екологія
Rhampholeon sabini мешкають в лісових заповідниках Нгуу-Норт і Кілінді на півнчному сході Танзанії. Вони живуть у вологих тропічних лісах, на висоті 1200 м над рівнем моря.